# Salix hegetschweileri
Espèce
Salix hegetschweileri, le saule d'Hegetschweiler, est une espèce de plantes à fleurs de la famille des salicacées. C'est un saule présent en Europe (France, Allemagne, Italie, Suisse).

## Description
Cette espèce atteint une taille de 2 à 4 mètres.
Elle tire son nom de Johannes Jacob Hegetschweiler.

## Statut de protection
La plante figure sur la liste rouge des plantes de Suisse.